# Muchtasibat
Ein Muchtasibat (russ. Мухтасибат) ist eine administrative Einheit innerhalb einer Geistlichen Verwaltung der Muslime auf dem Territorium Russlands. Die Größe eines Muchtasibats umfasst entweder eine Stadt, einen Rajon oder einen Okrug. An der Spitze des Muchtasibats steht jeweils ein Muchtasib, der allerdings nicht die klassischen Befugnisse eines Amtsinhabers dieses Namens hat. Er wird durch den Mufti der jeweiligen Geistlichen Verwaltung in sein Amt eingesetzt.
Das Amt des Muchtasibs wurde in Russland nach der Gründung der Orenburger Mohammedanischen Geistlichen Versammlung (Orenburgskoje magometanskoje duchownoje sobranije; OMDS) im Jahre 1789 geschaffen. Unmittelbar nach Eröffnung der Behörde wurde ein geistlicher Verwaltungsapparat von über 1900 Personen eingerichtet. Zu diesem Apparat gehörten auch 51 Muchtasibs. Rangmäßig standen sie unterhalb der Achunds und oberhalb der Imame, von denen es insgesamt 527 gab. Die Muchtasibs prüften im Auftrag der OMDS die Beschwerden gegen die Imame und nahmen an der Überprüfung ihrer Urteile teil. Bis 1855 erhöhte sich die Anzahl der Muchtasibs innerhalb der OMDS auf 66. Auf dem Ersten Gesamtrussischen Kongress der Muslime 1917 wurde der Beschluss gefasst, in der OMDS 60 Muchtasibate zu schaffen, die Muchtasibs über Wahl zu bestimmen und durch die Geistliche Verwaltung einsetzen zu lassen. In den 1930er Jahren wurden die Muchtasibate durch die sowjetische Führung liquidiert. 
Nach dem Zerfall der Sowjetunion Anfang der 1990er Jahre wurden durch die Zentrale Geistliche Verwaltung der Muslime Russlands und andere Geistliche Verwaltungen neue Muchtasibate gegründet.
Die Geistliche Verwaltung der Muslime der Russischen Föderation geht ursprünglich auf das Moskauer Muchtasibat zurück. Zum Jurisdiktionsbereich der „Geistlichen Verwaltung der Muslime der Republik Baschkortostan“ (Duchownoje uprawlenije Musulman Respubliki Baschkortostan; DUM RB), die dem Russischen Muftirat von Rawil Ismagilowitsch Gainutdin angehört, gehörten 2007 insgesamt 30 Muchtasibate.